# Finale UEFA Cup 1994
De UEFA Cupfinale van het seizoen 1993/94 is de 21e finale in de geschiedenis van de UEFA Cup. De finale werd over twee wedstrijden gespeeld, op 26 april en 11 mei. Het Oostenrijkse Casino Salzburg nam het op tegen het Italiaanse Internazionale. De Milanezen wonnen beide wedstrijden met het kleinste verschil en mochten hun tweede UEFA Cup in ontvangst nemen.
Bij Inter speelden Wim Jonk en Dennis Bergkamp zowel de heen- als terugwedstrijd. Jonk scoorde in Milaan het enige doelpunt van de wedstrijd. 

## Wedstrijdverslag
Net voor de finale kwam Inter negatief in de aandacht. Aanvaller Rubén Sosa beschuldigde zijn ploegmaat Bergkamp van egoïsme. De ruzie kwam ongelegen, want Inter  kon zijn aanvallend compartiment goed gebruiken. Salzburg stond immers bekend om zijn secure verdedigers. De Oostenrijkers kregen in hun Europese campagne slechts vier doelpunten tegen.
In de heenwedstrijd haalde Alessandro Bianchi al snel de doorgebroken Franz Aigner neer. De Oostenrijker viel in het strafschopgebied, maar de overtreding vond net buiten de grote rechthoek plaats. Scheidsrechter Kim Milton Nielsen legde bal dan ook buiten het strafschopgebied. De daaropvolgende vrije trap strandde in de muur. Salzburg probeerde de wedstrijd naar zich toe trekken en brak enkele keren gevaarlijk uit, maar het was Inter dat het enige doelpunt maakte. Na een overtreding op Bergkamp nam Inter snel een vrije trap. De bal werd diep gestuurd en Nicola Berti rondde het af met een overhoeks schot. Inter kreeg nadien nog een paar kansen om te scoren, maar de afstandsschoten troffen de lat of vlogen over. In de tweede helft kwam een stevig verdedigend Inter niet meer in de problemen.
In de terugwedstrijd kreeg Sosa een grote kans. De Uruguayaanse spits troefde zijn bewaker af in een stevig duel, maar duwde de bal vervolgens ruim naast. Salzburg prikte tegen met een knap afstandsschot, waar doelman Walter Zenga geen problemen mee had. In de tweede helft won Wim Jonk ter hoogte van de middencirkel een kopduel. De Nederlander stormde meteen naar voor, waar hij de bal terugkreeg van Sosa. Jonk schakelde zijn verdediger uit en wipte de bal mooi over de doelman. Ook na de openingstreffer bleven de Italianen het gevaarlijkst. Berti schoot net tekort om een mooie voorzet binnen te tikken. Het bleef uiteindelijk net als in de heenwedstrijd 1-0.

### Wedstrijddetails
|               |                 |           |                |                                                                                                 |
| 26 april 1994 | Casino Salzburg | 0 – 1     | Internazionale | Ernst Happelstadion, Wenen Toeschouwers: 47.500 Scheidsrechter: Kim Milton Nielsen (Denemarken) |
| 26 april 1994 |                 | 35' Berti |                | Ernst Happelstadion, Wenen Toeschouwers: 47.500 Scheidsrechter: Kim Milton Nielsen (Denemarken) |

| Casino Salzburg | Internazionale |

| Casino Salzburg: |    |                      |     |
|                  |    |                      |     |
| GK               | 1  | Otto Konrad          |     |
| RWB              | 4  | Thomas Winklhofer    | 61' |
| CB               | 5  | Christian Fürstaller |     |
| CB               | 3  | Heribert Weber       |     |
| CB               | 2  | Leopold Lainer       |     |
| LWB              | 6  | Franz Aigner         |     |
| DM               | 8  | Peter Artner         |     |
| DM               | 7  | Martin Amerhauser    | 46' |
| AM               | 9  | Marquinho            |     |
| CF               | 10 | Heimo Pfeifenberger  |     |
| CF               | 11 | Hermann Stadler      |     |
| Invallers:       |    |                      |     |
| MF               | 12 | Damir Mužek          | 46' |
| MF               | 13 | Michael Steiner      | 61' |
| DF               | 14 | Christian Kraiger    |     |
| DF               | 15 | Andreas Reisinger    |     |
| GK               | 16 | Herbert Ilsanker     |     |
| Coach:           |    |                      |     |
| Otto Barić       |    |                      |     |

| Internazionale:  |    |                     |     |
|                  |    |                     |     |
| GK               | 1  | Walter Zenga        |     |
| RWB              | 7  | Alessandro Bianchi  |     |
| CB               | 5  | Giuseppe Bergomi    |     |
| CB               | 6  | Sergio Battistini   |     |
| CB               | 2  | Antonio Paganin     |     |
| LWB              | 3  | Angelo Orlando      |     |
| CM               | 8  | Antonio Manicone    |     |
| CM               | 4  | Wim Jonk            |     |
| CM               | 9  | Nicola Berti        |     |
| CF               | 10 | Dennis Bergkamp     | 89' |
| CF               | 11 | Rubén Sosa          | 75' |
| Invallers:       |    |                     |     |
| GK               | 12 | Beniamino Abate     |     |
| DF               | 13 | Riccardo Ferri      | 75' |
| MF               | 14 | Francesco Dell'Anno | 89' |
| MF               | 15 | Massimo Paganin     |     |
| FW               | 16 | Massimo Marazzina   |     |
| Coach:           |    |                     |     |
| Giampiero Marini |    |                     |     |

|             |                |       |                 |                                                                                                 |
| 11 mei 1994 | Internazionale | 1 – 0 | Casino Salzburg | Stadio Giuseppe Meazza, Milaan Toeschouwers: 80.326 Scheidsrechter: James McCluskey (Schotland) |
| 11 mei 1994 | Jonk 62'       |       |                 | Stadio Giuseppe Meazza, Milaan Toeschouwers: 80.326 Scheidsrechter: James McCluskey (Schotland) |

| Internazionale | Casino Salzburg |

| Internazionale:  |    |                     |     |
|                  |    |                     |     |
| GK               | 1  | Walter Zenga        |     |
| RWB              | 7  | Angelo Orlando      |     |
| CB               | 5  | Giuseppe Bergomi    |     |
| CB               | 2  | Antonio Paganin     |     |
| CB               | 6  | Sergio Battistini   |     |
| LWB              | 3  | Davide Fontolan     | 67' |
| CM               | 8  | Antonio Manicone    |     |
| CM               | 4  | Wim Jonk            |     |
| CM               | 9  | Nicola Berti        |     |
| CF               | 10 | Dennis Bergkamp     | 89' |
| CF               | 11 | Rubén Sosa          |     |
| Invallers:       |    |                     |     |
| GK               | 12 | Raffaele Nuzzo      |     |
| DF               | 13 | Riccardo Ferri      | 67' |
| MF               | 14 | Massimo Paganin     | 89' |
| MF               | 15 | Francesco Dell'Anno |     |
| FW               | 16 | Massimo Marazzina   |     |
| Coach:           |    |                     |     |
| Giampiero Marini |    |                     |     |

| Casino Salzburg: |    |                      |     |
|                  |    |                      |     |
| GK               | 1  | Otto Konrad          |     |
| RWB              | 4  | Thomas Winklhofer    | 67' |
| CB               | 2  | Leo Lainer           |     |
| CB               | 3  | Heribert Weber       |     |
| CB               | 5  | Christian Fürstaller |     |
| LWB              | 6  | Franz Aigner         |     |
| CM               | 8  | Peter Artner         | 73' |
| CM               | 10 | Wolfgang Feiersinger |     |
| CM               | 11 | Adolf Hütter         |     |
| CF               | 7  | Nikola Jurčević      |     |
| CF               | 9  | Marquinho            |     |
| Invallers:       |    |                      |     |
| MF               | 12 | Damir Mužek          |     |
| MF               | 13 | Martin Amerhauser    | 67' |
| DF               | 14 | Kurt Garger          |     |
| MF               | 15 | Michael Steiner      | 73' |
| GK               | 16 | Herbert Ilsanker     |     |
| Coach:           |    |                      |     |
| Otto Barić       |    |                      |     |